# James C. Lewis (Biologe)
James Chester Lewis (* 31. Januar 1936 in Kalamazoo, Michigan) ist ein US-amerikanischer Biologe, Ökologe und Naturschützer.

## Leben
Lewis ist der Sohn von Harold C. und Violet M. Lewis. Im Juni 1954 schloss er die Lakeview High School in Battle Creek, Michigan, ab. 1957 erlangte er den Bachelor of Science in Wildtiermanagement an der University of Michigan in Ann Arbor. Von 1957 bis 1959 war er Naturschutzgehilfe bei der Michigan Game Division. Von 1959 bis 1960 arbeitete er als Distriktbiologe und von 1960 bis 1964 als Forschungsprojektleiter im Bereich Wildmanagement der Tennessee Game and Fish Commission. 1963 graduierte er mit einer Arbeit über Wildtruthühner (Meleagris gallopavo) zum Master of Science an der Michigan State University in East Lansing.
Von 1967 bis 1977 war er zunächst stellvertretender Leiter und dann Leiter der Oklahoma Cooperative Wildlife Research Unit des United States Fish and Wildlife Service. Im selben Zeitraum war er Assistenzprofessor und schließlich außerordentlicher Professor in den Biowissenschaften an der Oklahoma State University.
1974 wurde er mit der Dissertation Ecology of the Sandhill Crane in the Southeastern Central Flyway zum Ph.D. in Wildtierökologie an der Oklahoma State University promoviert.
Von 1977 bis 1997 war er technischer Betreuer im Office of Biological Services des United States Fish and Wildlife Service. Von 1982 bis 1984 war er Leiter der Georgia Cooperative Wildlife Research Unit und außerordentlicher Professor an der University of Georgia in Athens.
Von 1984 bis 1997 war Lewis Koordinator und Leiter des Wiederansiedelungsprogramms für den Schreikranich (Grus americana). Er war maßgeblich an der Entwicklung internationaler Abkommen mit Kanada und dreizehn US-Bundesstaaten zum Schutz der Schreikraniche auf deren Zugrouten und in den Überwinterungsgebieten beteiligt, arbeitete bei Auswilderungsprojekten am Grays Lake in Idaho und in Florida mit und war Vertreter des United States Fish and Wildlife Service beim Avian Power Line Interaction Committee, einem Konsortium nationaler Versorgungsunternehmen, die die Forschung unterstützt und Leitungsmarkierungen zur Reduzierung von Kollisionen mit den Kranichen entwickelt haben. 1970 veröffentlichte Lewis das Buch The World of the Wild Turkey. Er hat sechs Buchkapitel und mehr als 70 wissenschaftliche Artikel verfasst oder mitverfasst und war Herausgeber der ersten vier Ausgaben der Proceedings of the North American Crane Workshop, wo er auch als Co-Vorsitzender fungierte. 1995 schrieb er den Beitrag über den Schreikranich in der Enzyklopädie Birds of North America. 2015 veröffentlichte er den Roman One Chosen: The Spirit Of Living Creatures.
Neben dem Schreikranich befasste sich Lewis mit der Ökologie des Kanadakranichs und der Carolinataube, der Forschung über gefährdete Arten, dem Hirsch- und Truthuhnmanagement sowie mit der Wildtollwut.
Lewis hat im Verlauf seiner Karriere viele bedeutende Auszeichnungen erhalten, darunter eine Ehrenauszeichnung der Whooping Crane Conservation Association.